# Fenaison à Éragny
Fenaison à Éragny est une peinture de 1901 du peintre impressionniste Camille Pissarro représentant la récolte de foin dans la commune française d'Éragny-sur-Epte. Il fait actuellement partie de la collection du Musée des beaux-arts du Canada.